# Florence Morlighem
Pour les articles homonymes, voir Morlighem.
Florence Morlighem, née le 10 avril 1970 à Roubaix, est une femme politique française. Membre de La République en marche jusqu'en 2019, elle est députée de 2020 à 2022 en remplacement de Laurent Pietraszewski, nommé au gouvernement.

## Biographie
Florence Morlighem est titulaire d'un diplôme universitaire de technologie en techniques de commercialisation. De 1991 à 1997, elle est chargée de communication événementielle à la chambre de commerce et d'industrie de Valenciennes, dans le Nord. De 2007 à 2017, pendant dix ans, elle travaille comme syndic de copropriété pour Sergic, une agence immobilière lilloise.

### Militante à La République en marche
Originaire de Lille, mère de deux enfants, divorcée, gestionnaire de copropriété de syndic[réf. nécessaire], Florence Morlighem rejoint dès sa création, en 2016, le mouvement En marche d'Emmanuel Macron, devenu La République en marche l'année suivante.
Elle se présente aux élections législatives de 2017 dans la onzième circonscription du Nord comme suppléante de Laurent Pietraszewski. Ils sont élus avec 30 % des voix au premier tour puis 67 % au second tour, face à Nathalie Acs du Front national. 
En octobre 2019, elle annonce son départ de La République en marche en raison de « graves dysfonctionnements internes au mouvement tant au local qu'au national » : elle indique notamment qu'elle ne souhaite pas que son nom soit « associé à Violette Spillebout », la tête de liste investie par LREM aux élections municipales à Lille face à la députée Valérie Petit, mais qu'elle soutient « toujours la politique du gouvernement sur le fond ». Elle se présente dès lors comme « macroniste »,. Collaboratrice parlementaire de Laurent Pietraszewski pendant deux ans, elle indique qu'elle a cessé ses services « en bons termes avec une rupture conventionnelle » et qu'« il a brusquement coupé tout contact avec [elle] ». Après son départ de LREM, elle affirme avoir été bloquée par les comptes Twitter de Violette Spillebout, de Laurent Pietraszewski et d'autres responsables du parti. Elle fait alors publiquement part de ses désaccords avec Pietraszewski. Après la nomination de ce dernier comme secrétaire d'État chargé des Retraites et son remplacement prochain à l'Assemblée nationale, elle déclare que les contacts ont été « renoués » et qu'ils entendent désormais « travailler en bonne intelligence ».

### Députée
Florence Morlighem est députée du 18 janvier 2020 au 20 juin 2022, apparentée au groupe La République en marche.